# Menfi Insolia o Ansonica
Il Menfi Insolia o Ansonica è un vino DOC istituito con decreto dell'1/09/97 pubblicato sulla gazzetta ufficiale del 12/09/97 n 213.
Abbraccia vini prodotti nei comuni di Menfi, Sciacca, Sambuca di Sicilia in provincia di Agrigento e Castelvetrano in provincia di Trapani.

## Vitigni con cui è consentito produrlo
- Ansonica (localmente denominato Insolia o Inzolia) minimo 85%
- Altri vitigni a bacca bianca, non aromatici, raccomandati e/o autorizzati per le province di Trapani e di Agrigento, da soli o congiuntamente, fino ad un massimo del 15%.

## Caratteristiche organolettiche
- colore: giallo paglierino con riflessi verdognoli;
- profumo: delicato;
- sapore: secco, armonico, con buona persistenza;

## Produzione
Provincia, stagione, volume in ettolitri